# Ирсина
Ирсина (итал. Irsina) је насеље у Италији у округу Матера, региону Базиликата.
Према процени из 2011. у насељу је живело 4888 становника. Насеље се налази на надморској висини од 547 м.

## Становништво
| 1951.  | 1961.  | 1971. | 1981. | 1991. | 2001. | 2011. |
| ------ | ------ | ----- | ----- | ----- | ----- | ----- |
| 10.283 | 11.327 | 8.263 | 7.242 | 6.558 | 5.732 | 5.100 |